# Saiwa Swamps nationalpark
Saiwa Swamps nationalpark är Kenyas till ytan minsta nationalpark, blott 3 km². Parken inrättades 1974, för att skydda den ovanliga, delvis vattenlevande Sitatungaantilopen. Den ligger i ett träsk som tar sitt vatten från Saiwafloden.
Närmaste stad är Kitale, 22 kilometer från parkentrén. Parken sköts och övervakas av KWS.